# Ny Carlsberg Glyptotek

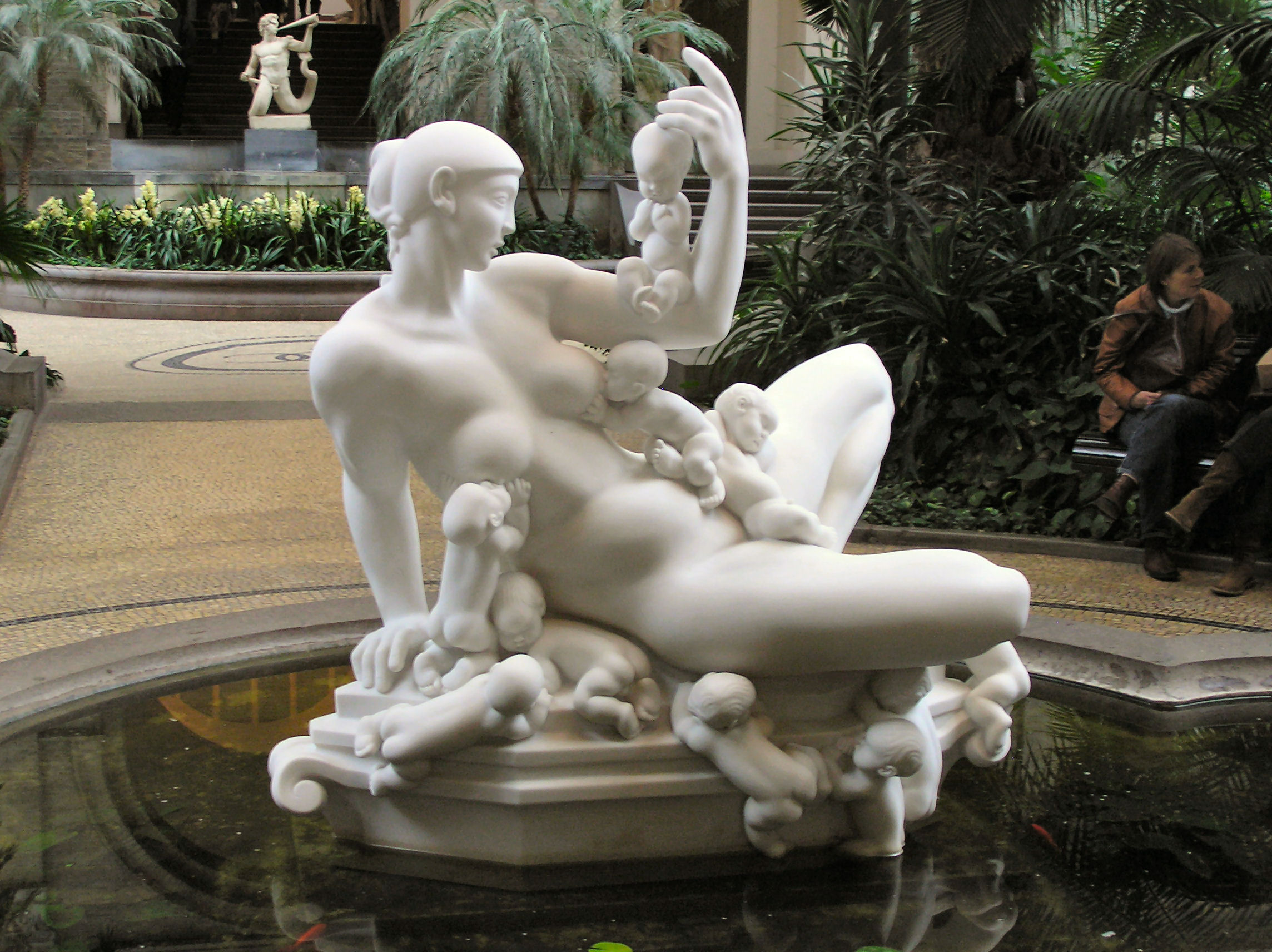
Statua di Gefjun, dea della fertilità

Il Ny Carlsberg Glyptotek è un museo della Danimarca, ubicato a Copenaghen, in Dantes Plads 7.
È una collezione privata fondata da Carl Jacobsen (1842-1914), industriale della famosa birra Carlsberg (fondata da suo padre Jacob Christian Jacobsen), nonché fondatore della Ny Carlsberg (successivamente fusasi con l'azienda paterna) da cui il museo ha preso il nome.
Il museo espone opere di Paul Gauguin, Jean-François Millet e Henri de Toulouse-Lautrec.

## Le opere maggiori
- Corredo funerario del funzionario egizio Gemniemhat (XX secolo a.C.)
- Amenemhat III con Corona bianca (AEIN 924) (XIX secolo a.C.)
- Ritratto di Pompeo
- Jean-François Millet, La morte e il taglialegna (1859)
- Elisabeth Jerichau-Baumann, Una sirena (1873)
- Laurent Marqueste, Perseo e la Gorgone (1903)